# Isopisthus remifer
Isopisthus remifer és una espècie de peix de la família dels esciènids i de l'ordre dels perciformes.

## Morfologia
- Els mascles poden assolir 36 cm de longitud total.[4][5]

## Alimentació
Menja peixos, gambes i cefalòpodes.

## Hàbitat
És un peix de clima tropical i bentopelàgic.

## Distribució geogràfica
Es troba al Pacífic oriental: des del Golf de Califòrnia i el sud de la Baixa Califòrnia (Mèxic) fins al Perú.

## Observacions
És inofensiu per als humans.